# علي أباد كنار شهر
علي أباد كنار شهر (بالفارسية: علی‌آباد کنار شهر) هي قرية تقع في غلستان في إيران. يقدر عدد سكانها بـ 1,180 نسمة .